# 日本ハリストス正教会
日本ハリストス正教会（にほんハリストスせいきょうかい）は、キリスト教の教会。自治独立が認められている正教会所属教会のひとつである。ハリストスは「キリスト」の意（こうした独自の表記・翻訳については後述する）。英語表記は"Orthodox Church in Japan"である（略号はOCJ）。

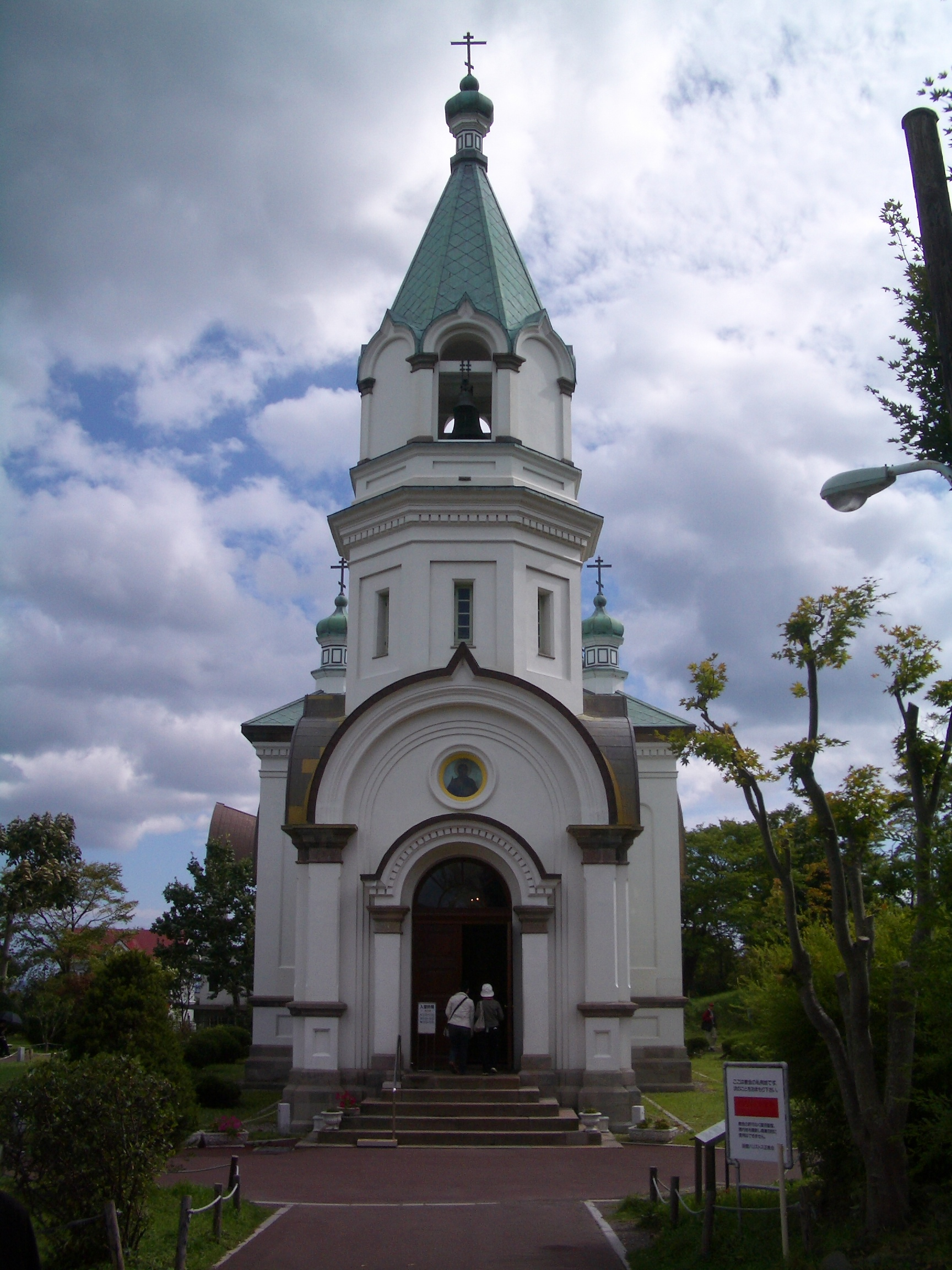
函館ハリストス正教会
復活聖堂

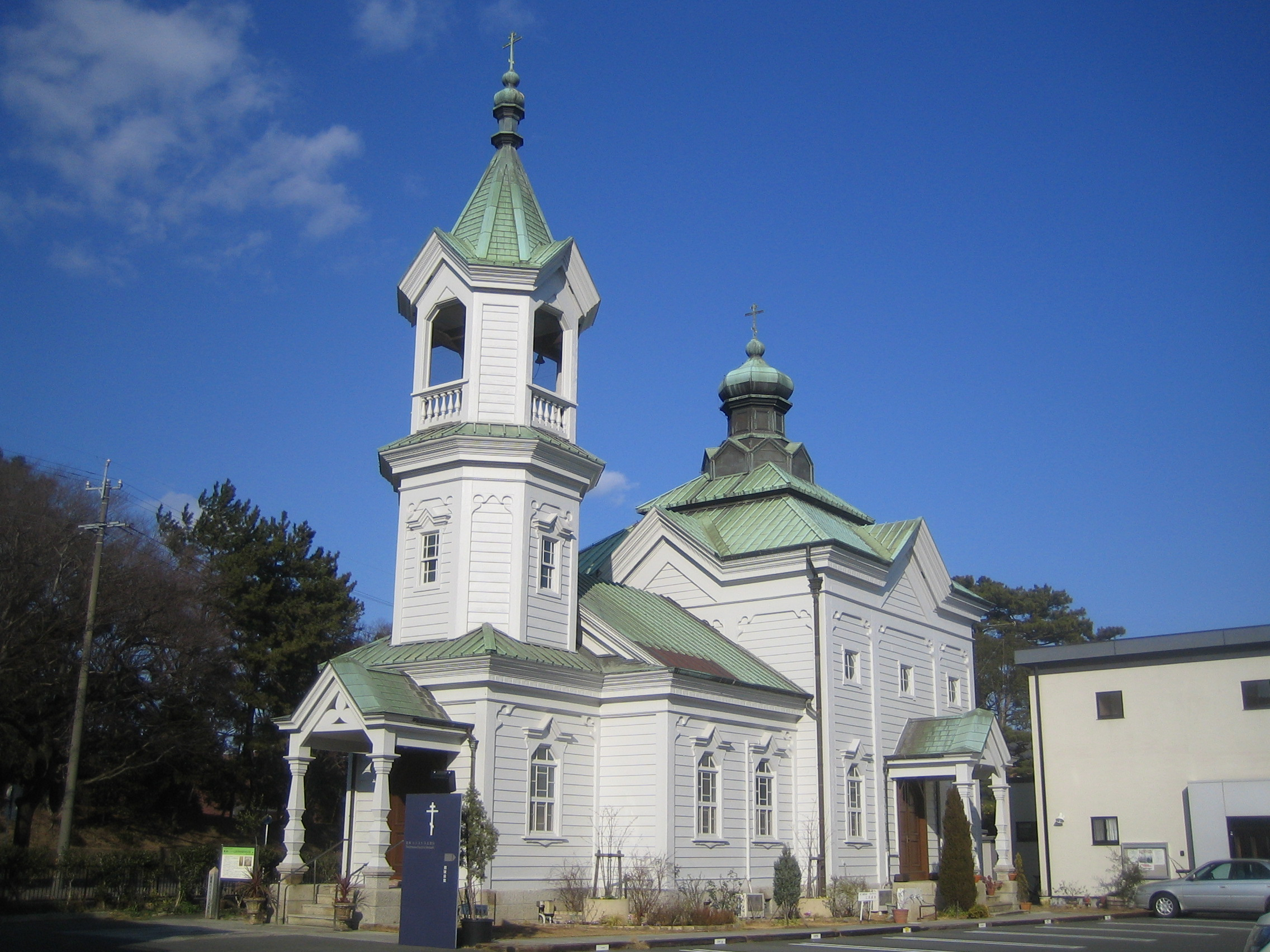
豊橋ハリストス正教会
聖使徒福音記者聖マトフェイ聖堂

通称・略称として日本正教会とも呼ばれる。1970年以前、自治正教会となっていなかったころにも、日本の正教会は日本人正教徒およびロシア人正教徒から「日本正教会」と呼ばれていた。
正教会は一カ国に一つの教会組織を置くことが原則だが（日本正教会以外の例としてはギリシャ正教会、ロシア正教会、ルーマニア正教会など。もちろん例外もある）、これら各国ごとの正教会が異なる教義を信奉しているわけではなく、同じ信仰を有している。
19世紀後半（明治時代）に、ロシア正教会の修道司祭聖ニコライ（のち初代日本大主教）によって正教の教えがもたらされ、これがその後の日本ハリストス正教会の設立につながった。聖ニコライによって建立されたニコライ堂（東京復活大聖堂）、函館の復活聖堂、豊橋の聖使徒福音記者マトフェイ聖堂､京都の生神女福音聖堂は、国の重要文化財。
本項では日本ハリストス正教会で用いられている用語を断りなく用いることがある。

## 現況
日本ハリストス正教会の信者は1万人ほどである。ほとんどの信者は日本人であるが、日本に在住する外国人信徒も都市部などでは見受けられる。
ウクライナ紛争を背景とする「モスクワとコンスタンティノープルの断交」が起きた2019年以降、日本正教会は新生ウクライナ正教会を承認するコンスタンチノープル総主教庁、アレクサンドリア総主教庁、ギリシャ及びキプロスの正教会と断交状態にある。これは、母教会たるロシア正教会の決定に従ったものである。アンティオキア総主教庁、エルサレム総主教庁など新生ウクライナ正教会の承認を保留している全世界の正教会とは依然フル・コミュニオンの関係にある。

### 組織

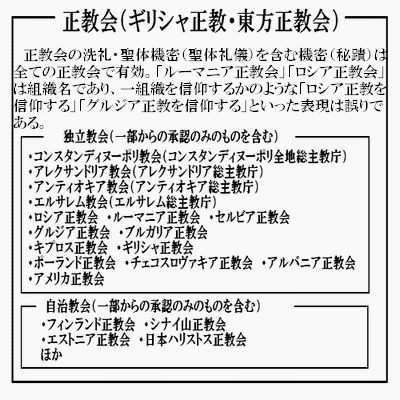
正教会の教会機構図解

東京大主教区（大主教座：東京）、東日本主教区（主教座：仙台市）、西日本主教区（主教座：京都市）の3主教区からなる。東京大主教座が同時に日本府主教座を兼ね、日本教会のいわば本山にあたる。
2023年10月現在の「東京の大主教・全日本の府主教」はセラフィム辻永昇。
日本ハリストス正教会は1970年以降、ロシア正教会の庇護下に自治正教会の地位にある。これは同じくロシア正教会の系列にあるウクライナ正教会とほぼ同格とされる地位であり、首座主教たる府主教の承認をモスクワ総主教が行うほかは、国内教会の指導・管轄につき、完全な自律・自治を行っており、財政面でもロシア正教会から完全に独立している。
奉神礼での祈祷文はごく一部の例外（主教の祝福に対する答礼の言葉「イス・ポラ・エティ・デスポタ」や、一部の教会スラヴ語の聖歌など）を除き日本語である。奉神礼においては日本正教会訳聖書という独自の翻訳聖書を用いる（後述）。
神品（正教会の聖職者）のほとんどは日本人であり、日本の正教会はロシアから宣教されたにもかかわらず、その歴史の当初から現在に至るまで一貫して、ロシア人神品の数は少ない。
教会の分布を見ると、日本正教会の草創期に仙台の人士が活躍したこともあって、東北太平洋岸海運の拠点港である石巻の流通関連地域（河川流通:北上川流域、海運:三陸海岸）を中心とした旧仙台藩領（宮城県北部から岩手県南部）に多くの教会がある。また、北関東の両毛地区にもやや密集地がある。全体的には東日本の太平洋側に多くの教会が分布しているが、北は北海道、南は鹿児島に至るまで全国的にも展開している。現在、聖堂ないし会堂を持たない教会も含めて、日本全国に60あまりの教会がある。
東京都の本駒込と目黒とに、モスクワ総主教庁駐日ポドヴォリエの聖堂があるが、これはロシア正教会に直属するものであり、日本正教会所属の教会ではない。駐日ポドヴォリエではロシア系参祷者が多いこともあり奉神礼は教会スラヴ語を中心に行なわれているが、若干の日本人信徒のために日本語も一部で用いられる。

### 日本全国の主な聖堂
- 札幌ハリストス正教会 (主の顕栄聖堂)

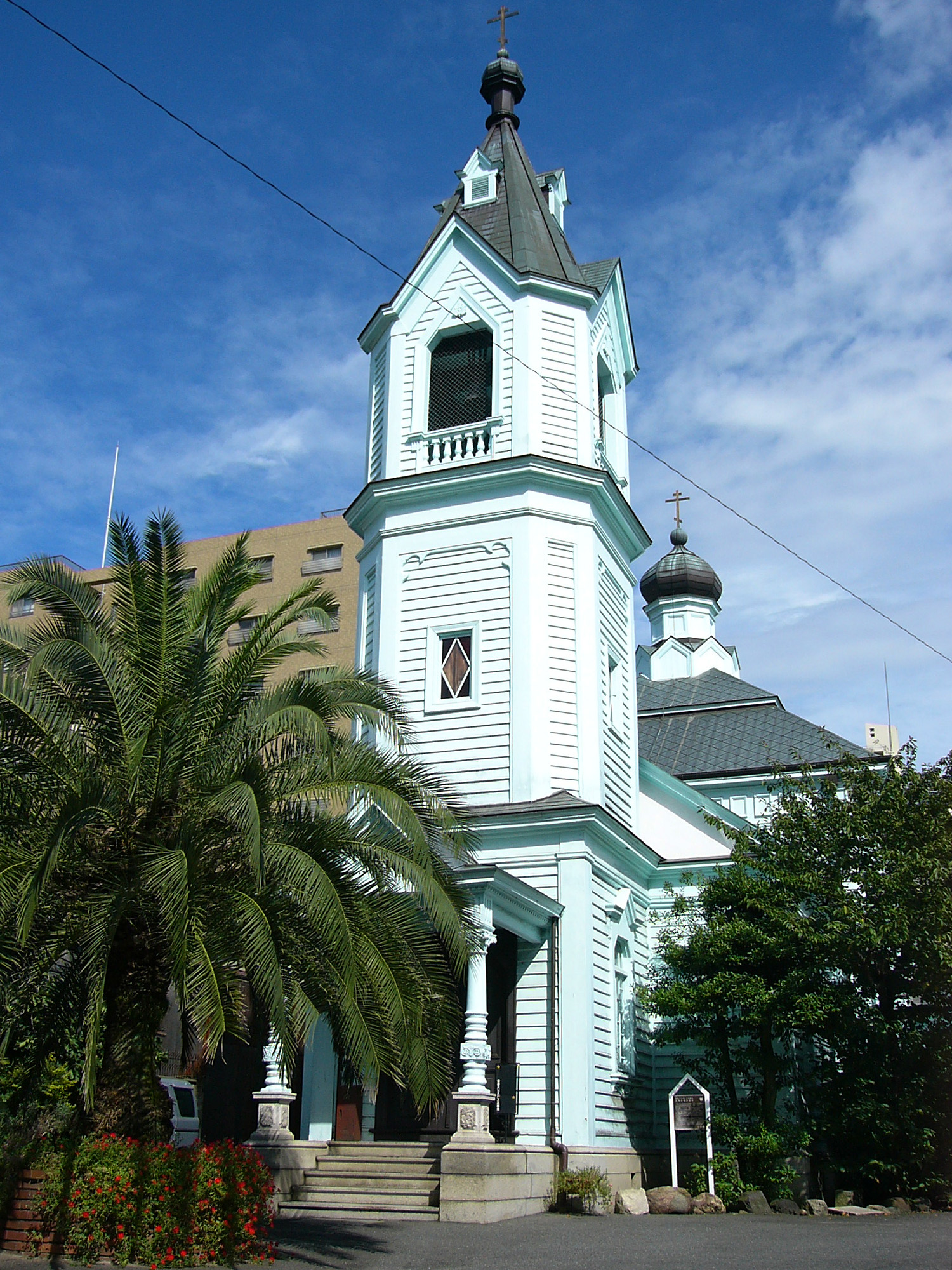
京都ハリストス正教会
生神女福音聖堂

- 釧路ハリストス正教会（聖神降臨聖堂）　1902年設立　2代目聖堂は函館ハリストス教会と同じ設計士  河村伊蔵
- 斜里ハリストス正教会（生神女福音会堂）
- 函館ハリストス正教会（復活聖堂） - 安政5年（1858年）に建設された領事館付属の聖堂を起源とする。現聖堂は大正5年（1916年）竣工。
- 北鹿ハリストス正教会（生神女福音会堂）明治25年（1892年）信徒によって建立された木造ビザンチン様式の会堂としては国内最古である。
- 盛岡ハリストス正教会（聖十字架挙栄聖堂）
- 旧石巻ハリストス正教会教会堂（聖使徒イオアン聖堂） - 明治13年（1880年）建設。現存する木造教会堂建築としては国内最古。
- 仙台ハリストス正教会（生神女福音聖堂） - 明治2年（1869年）開教。
- 前橋ハリストス正教会（亜使徒大主教聖ニコライ聖堂）-明治8年（1875年）開教。現在の聖堂は2015年完成。
- ニコライ堂（東京復活大聖堂）（首座主教座教会） - （竣工1891年、再建1929年）
- 横浜ハリストス正教会 (生神女庇護聖堂)  - 1878年に戸部町と花咲町の講義所で始まり、1935年に中区山手の地蔵坂上に聖堂が建設された時期もあったが、1980年には現在の神奈川区松が丘に新しく聖堂を建設した。[10]
- 小田原ハリストス正教会 - 1877年に日本人が初めて洗礼を受けた時から始まり、1937年に小田原市栄町4-4-1へ移転して、現在の聖堂は1969年に建てられた。[11]
- 豊橋ハリストス正教会（聖使徒福音記者マトフェイ聖堂） - 聖堂は大正4年（1915年）竣工の木造建築。
- 名古屋ハリストス正教会（神現聖堂） - 明治7年（1874年）現在の伏見あたりに開教。その後移転を繰り返し、現在の聖堂（昭和区山脇町）は2010年完成。
- 半田ハリストス正教会（聖イオアン・ダマスキン聖堂） - 明治18年（1885年）開教。聖堂は大正2年（1913年）竣工。和式の平屋建てである。
- 京都ハリストス正教会（生神女福音聖堂） - 西日本主教座聖堂。明治22年（1889年）開教。生神女福音聖堂は明治34年（1901年）竣工。1891年竣工のニコライ堂と並んで最古級（ニコライ堂は1929年に再建されている）。
- 大阪ハリストス正教会（生神女庇護聖堂） - 明治11年（1878年）開教。昭和37年（1962年）再建。鐘楼の鐘の一つは明治43年（1910年）竣工の前代聖堂のもの。聖堂内は絨毯張りなので、土足及び裸足での入堂は厳禁となっている。
- 神戸ハリストス正教会（生神女就寝聖堂） - 大正2年（1913年）開教。聖堂は昭和27年（1957年）建立。白系ロシア人信徒が多い。
- 徳島ハリストス正教会（聖神降臨聖堂） - 聖堂は昭和55年（1980年）建立。
- 鹿児島ハリストス正教会（聖使徒イアコフ聖堂） - 明治11年（1878年）開教。聖堂は昭和32年（1957年）再建。

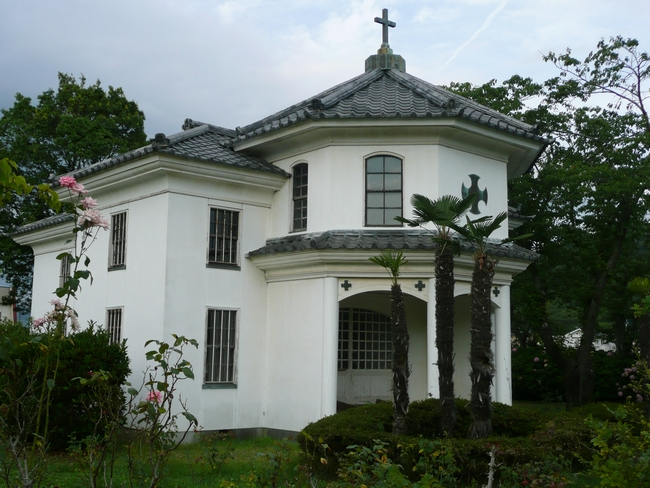
石巻ハリストス正教会 聖使徒イオアン会堂（旧会堂）
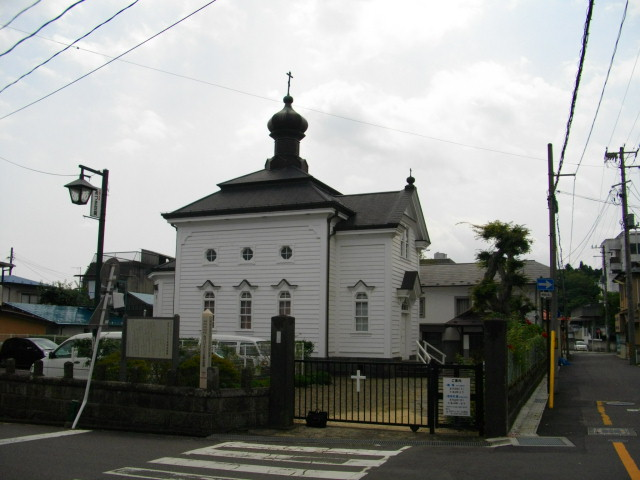
白河ハリストス正教会 生神女進堂聖堂
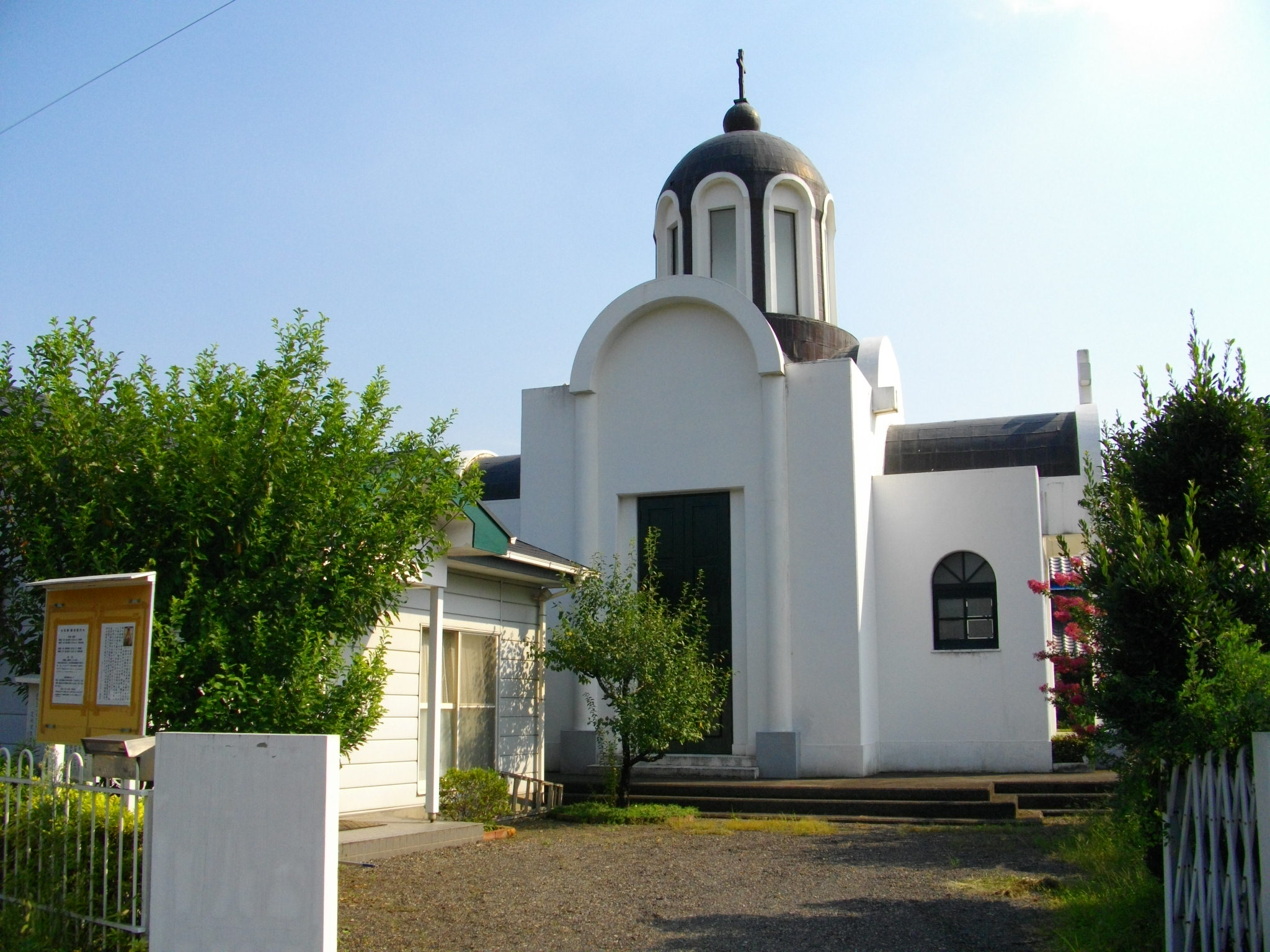
足利ハリストス正教会 主の昇天聖堂
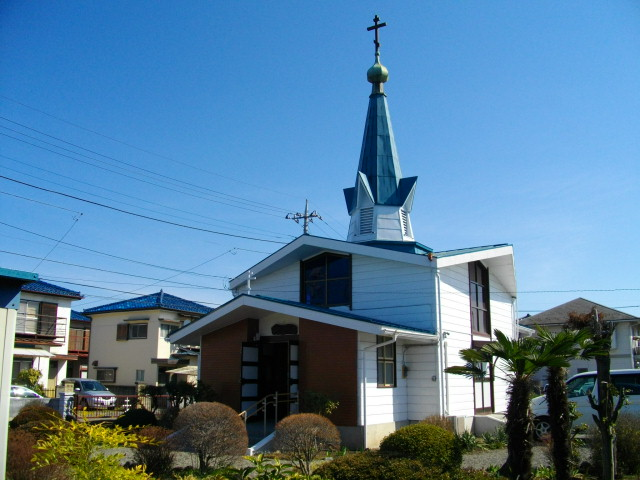
高崎ハリストス正教会 主の降誕聖堂
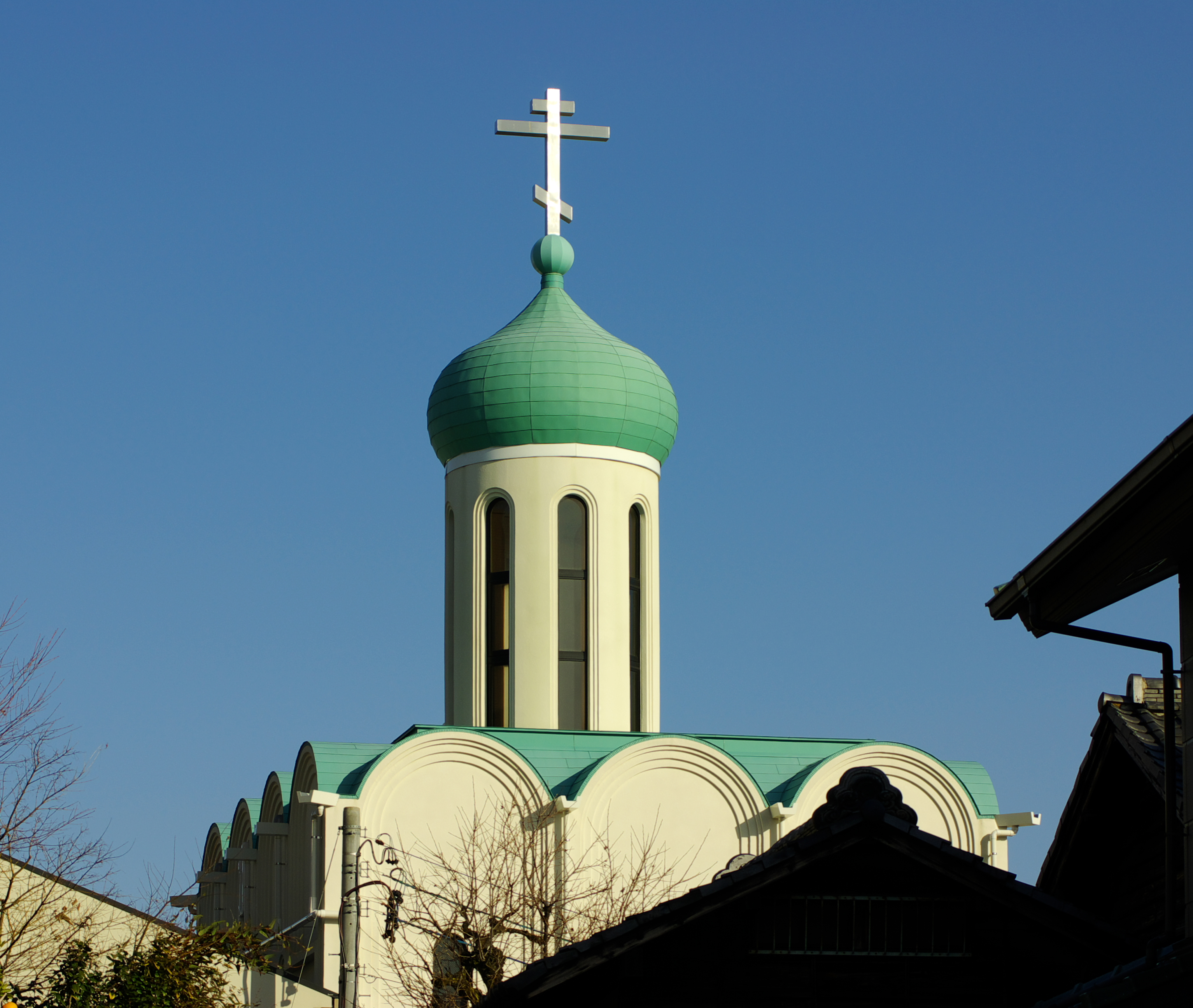
名古屋ハリストス正教会 神現聖堂
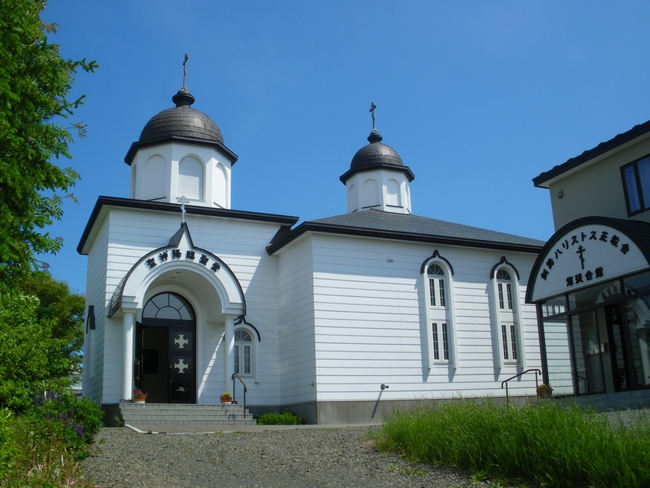
釧路ハリストス正教会 聖神降臨聖堂

### 過去に存在した主な聖堂
- 松山ハリストス正教会（聖ニコライ聖堂） - 1908年（明治41年）松山市一番町に開教。関東大震災で損壊した東京ニコライ堂の再建のため、建物は1924年（大正13年）に解体・移築され、松山での伝道は1927年（昭和2年）に終了。聖障は大阪、シャンデリアは北鹿に移された[12]。

### 聖堂内部の特色（考証上の注意）

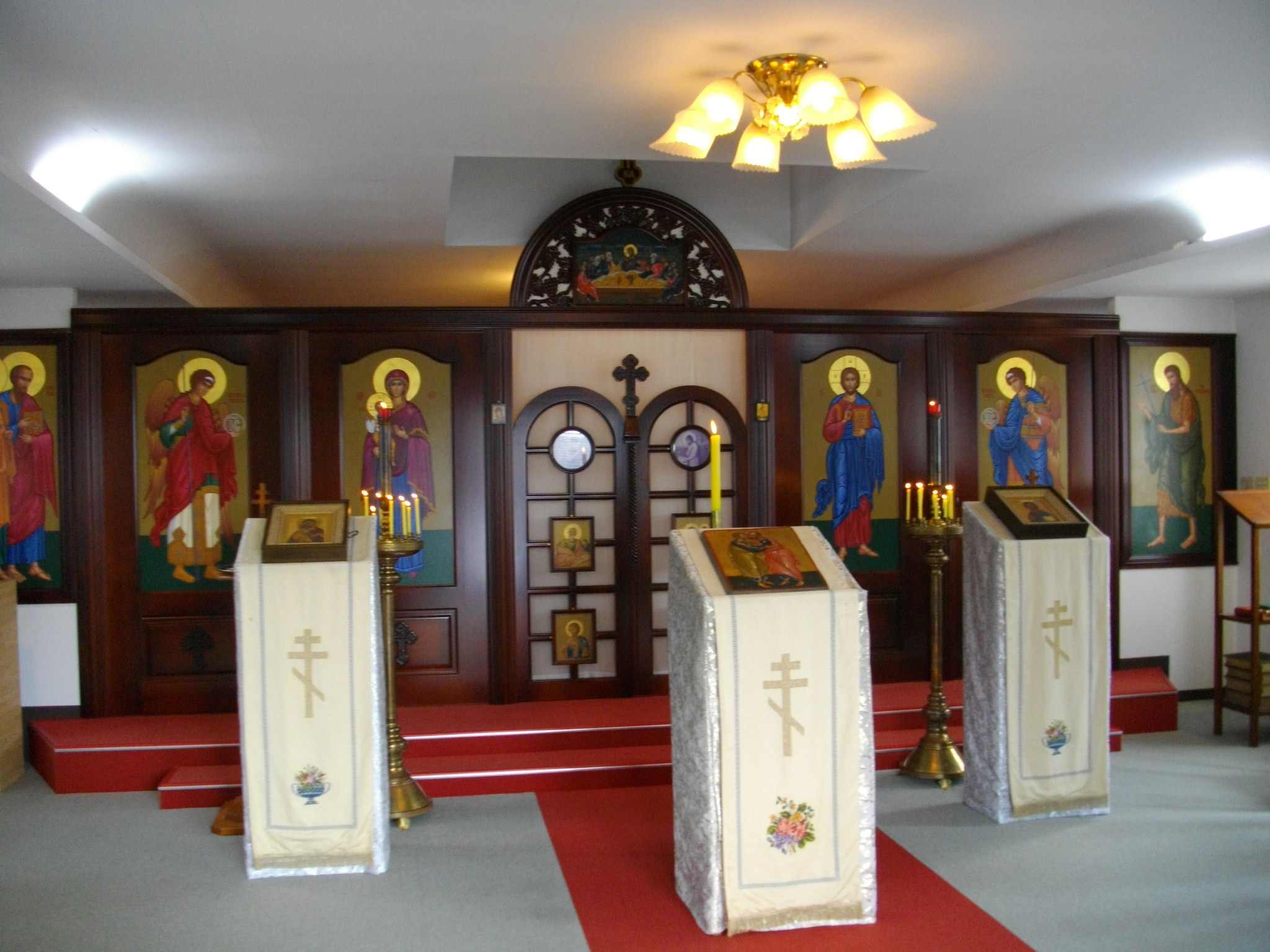
鹿沼ハリストス正教会の聖堂内部。正面にイコノスタシス。

ロシア系正教会の伝統を継承しているため、日本正教会の聖堂内には長椅子がほとんど使用されていない。身体障害等の事情がない限り、正教会の奉神礼は復活を象徴する姿勢として立って行うことが基本であるためである。長椅子ではない椅子が若干数置いてあったり壁際に長椅子がわずかに置かれていたりすることもあるが、多くは高齢者のためのものであり、参祷者が多く聖堂が混雑する際にはほとんどが片付けられるか折りたたまれるかされることが多い。
一方、ギリシャ系正教会やアメリカの正教会には椅子や長椅子が置かれていることが多い（例：ギリシャ・テッサロニキの聖デメトリオス（ディミトリオス）聖堂）。しかしこのような事例でも、本格的なイコノスタシスがそなえられていることが多いために、ほとんどの場合で西方教会の内観とはかなり異なった景観を呈していることに注意が必要である。また長椅子が置いてある地域の教会であっても、西方教会よりは圧倒的に参祷者が起立姿勢を維持する時間は長い。
稀にロシア系正教会、その流れを汲む日本正教会の内観に、長椅子とカトリック教会のような祭壇を設定し、西方教会とほとんど異ならない情景描写を行う各種映像・画像媒体（映画・漫画など）があるが、こうした表現には初歩的な考証が欠けていると言える。日本正教会やアメリカ正教会など、ロシア系の伝統を引く正教会の聖堂を描写するに際しては、西方教会と大きく異なる内観を多くの正教会の聖堂が有していることに留意して考証を行う必要がある。

## 歴史

### 明治時代

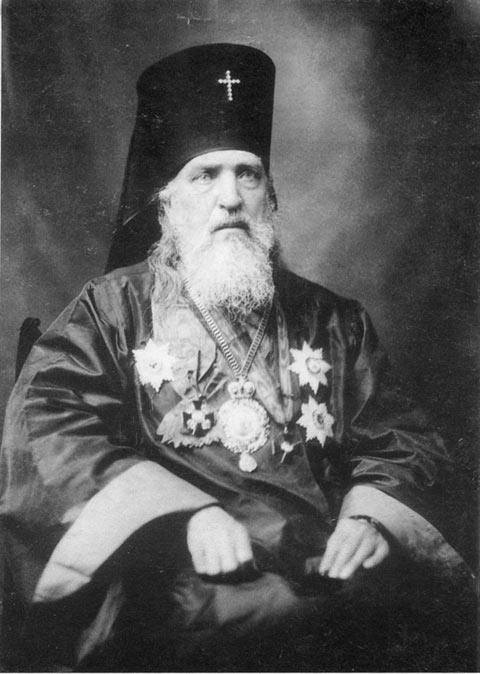
亜使徒聖ニコライ。パナギアを首からさげ、クロブークを被り、リヤサを着用している。

明治時代の日本正教会は、日本に正教を伝道したニコライ・カサートキンに多くを負っている。奇しくもニコライ・カサートキンは明治最後の年である明治45年（1912年）に永眠しており、明治時代の日本正教会は常にニコライ・カサートキンと共にあったことになる。

#### 伝道の基本方針と日本の情況
当初からニコライは「日本人への伝道」を志して修道司祭となっており、活動を領事館付き司祭の枠にとどめる考えはなかった。ニコライは日本語を熱心に学び、日本人を対象とする布教を積極的に行った。派遣した19世紀後半、および20世紀初頭の開明的なロシア正教会上層部もまた同様の考えであり、「在日ロシア人のための教会」を建設するのではなく「日本人による正教会」の建設が目指されることとなった。この基本方針はその後のニコライの様々な行動に一貫している。
日本語を奉神礼に用いる現在の日本ハリストス正教会の姿は、現地の言語を大事にする正教会の伝統と、ニコライや日本人伝教者ら伝道に携わった人々・機関の方針の延長線上に位置づけられるものであり、正教会の古代から近世に至るまでの伝統が近現代において実を結ぶ過程であったといえる。
明治時代の日本における、西欧文明・近代化への学習熱を利用することができたキリスト教他教派（西方教会）に比べ、文明を学ぶ対象とはされていなかったロシアから来たニコライと、近代合理主義の影響の薄い正教会には大きなハンデが課されており（現在でこそ近代合理主義の見直しの観点から正教が評価される機会もあるが、当時はこうした事情はハンデであった）、本国ロシアの無理解から支援も滞りがちであったが、伝道にあたってはニコライが育成した日本人信徒が主体となって教会を支え続けた。

#### 伝道のはじめ

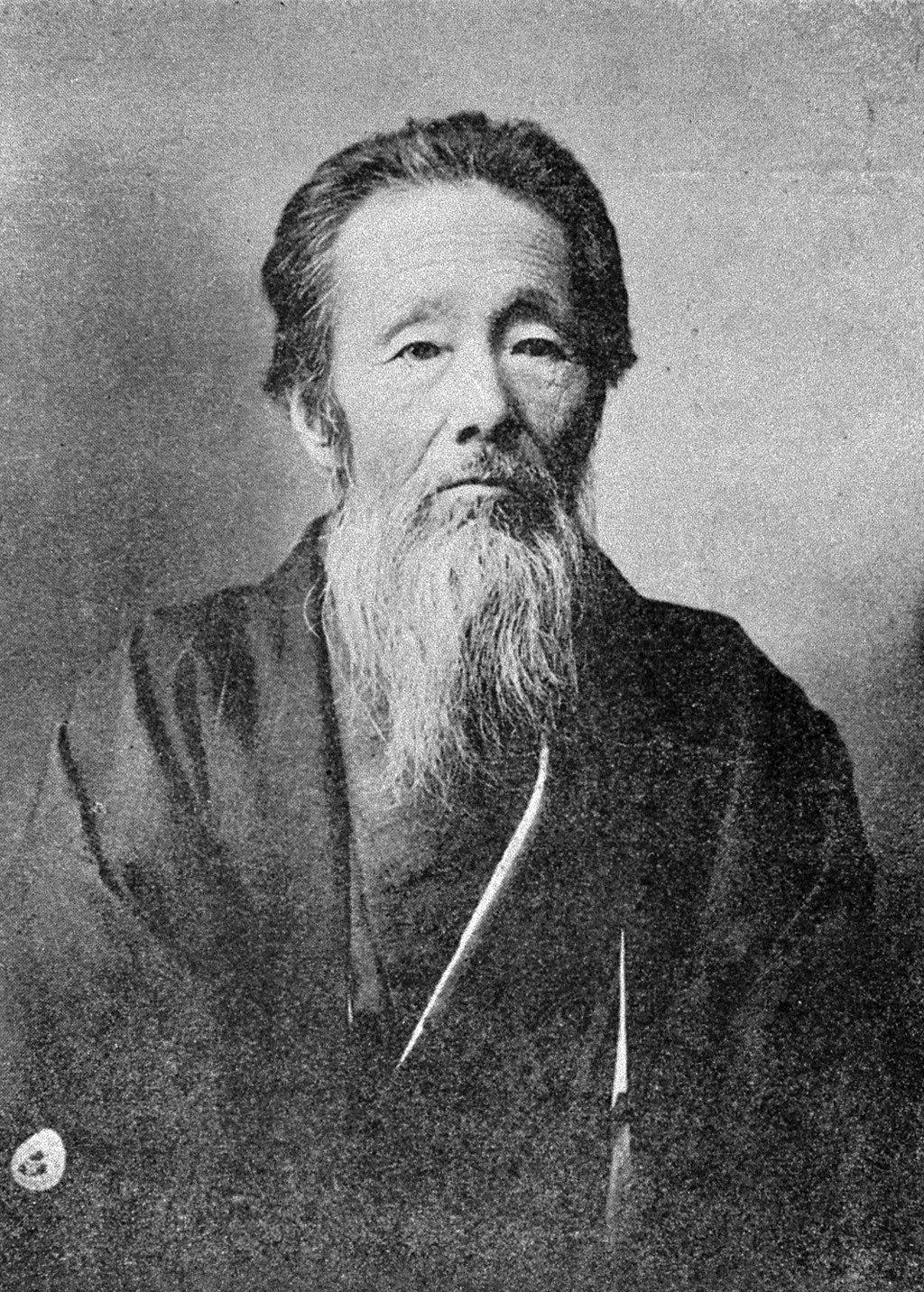
パウェル沢辺琢磨

1868年（明治元年）、箱館(北海道函館市)で三人の日本人が信徒になったのがはじめ。箱館は当時外国人に公開されていた港のひとつであり、帝政ロシアの領事館が置かれていた。キリスト教はまだ禁止されていたが、領事館の附属礼拝堂付の司祭であるニコライを沢辺琢磨・酒井篤礼・浦野太蔵の三人が秘密裡に訪れ、1868年、教理を学び洗礼を受けるに至った（後に沢辺は初の日本人司祭となり、酒井も司祭になる。浦野は医師となり曹洞宗に改宗）。
最初の日本人信徒のうち、沢辺琢磨はニコライのもとを訪れた当初、「『異国の邪教を広める者』を斬ろう」としていたようである。だがニコライの説諭を聞き、正教の教えを受けるに及んで正教信仰を受け入れるに至った。この経緯を使徒パウロ（スラヴ語読み：パウェル）になぞらえて「パウェル」の聖名を与えられた。

#### 東京を拠点とした教勢拡大

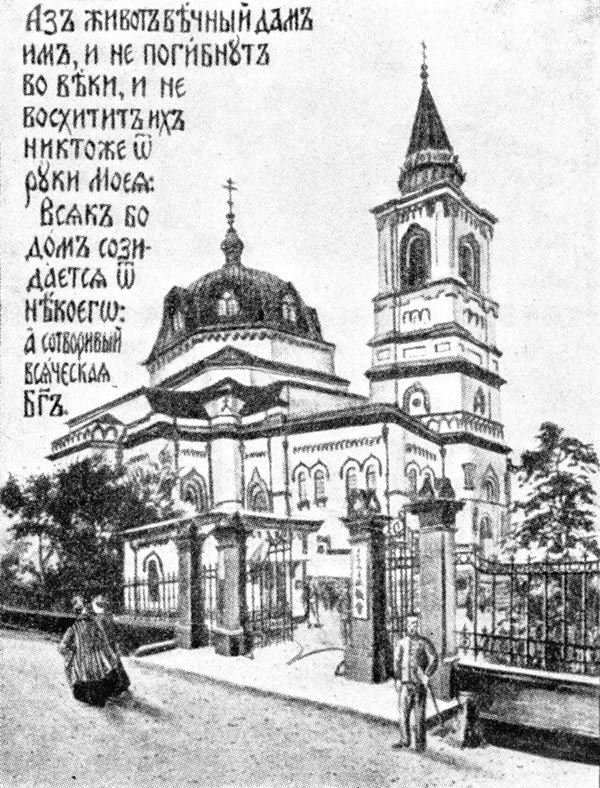
建立当初のニコライ堂

函館でしばらく宣教を行っていたが東京での宣教を切望していたニコライは、のちに修道司祭アナトリイが函館に着任すると函館をアナトリイに任せ、上京。1872年に神田駿河台の土地2300坪を買い、宣教の拠点とした。1874年5月には布教会議を東京で開催する。神田には神学校を設けた。1880年にはニコライは主教に叙聖され、ここからニコライは司祭・輔祭をロシア正教会から派遣される主教を待たずに叙聖することができるようになり、日本人神品増加の環境が整った。1891年には大聖堂（東京復活大聖堂 ・通称：ニコライ堂）を建設し、ここを布教の根拠とした。布教範囲は全国に及んだが、東北地方での浸透が著しい。ニコライは日本の寺院の檀家制度のような、一村まるごとを改宗させるという手法で、着実に布教を進めていった。

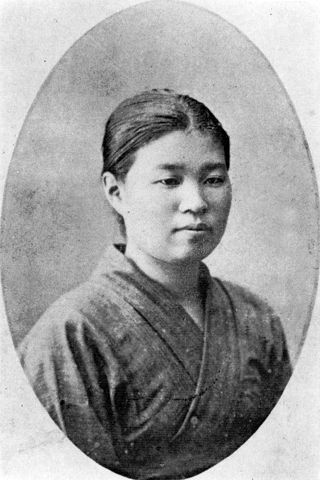
山下りん（26歳頃）

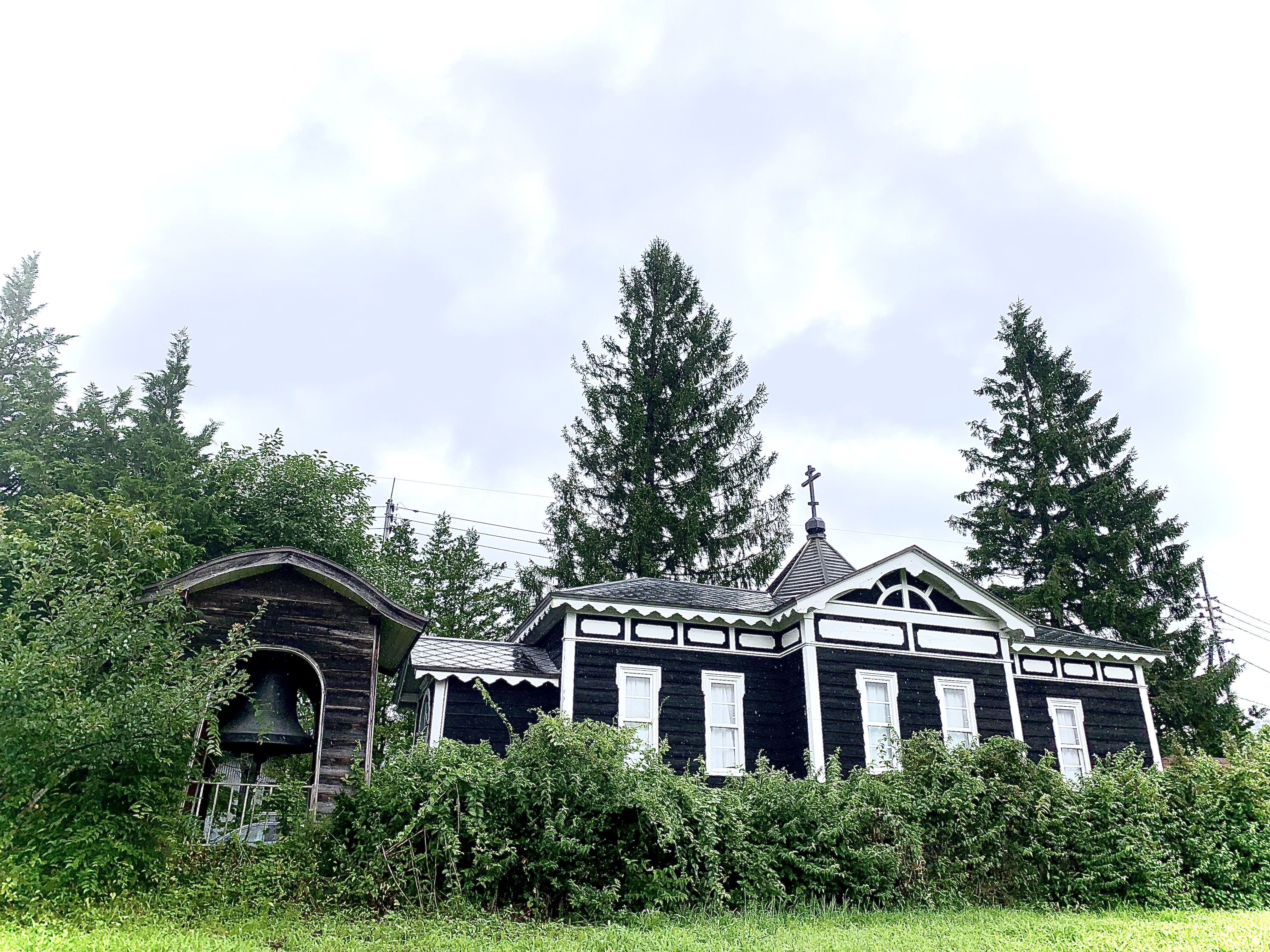
北鹿ハリストス正教会（秋田県大館市）1892年の竣工時にあわせて山下りんによるイコンが装架された。イコンは作者30代半ばの制作意欲が旺盛な時期の作品である。

出版事業に重きを置いたニコライにより、各種祈祷書・聖歌譜が日本語に活発に翻訳されていった。1882年に帰国したイリナ山下りんにより各地の聖堂のイコンが描かれていった。また日本に着任していた修道司祭アナトリイの甥でもありピアノ・チェロの奏者でもあったヤコフ・チハイが同年頃に来日し、聖歌教師として聖歌の普及に努めた。ヤコフ・チハイの弟子には小原甲三郎、インノケンティ金須嘉之進（きす・よしのしん）、東海林重吉などがあり、ヤコフ・チハイとともに聖歌指揮・聖歌譜の翻訳・作曲に従事した。同時期に活躍した聖歌指揮者としてディミトリィ・リオフスキィがいる。正教会は急速に教勢を拡大していった。
明治時代、ロシア人の伝道従事者が少なかったこと（明治時代一貫して、ロシア人神品は日本全国でも4人を超えることはなかった）を考えれば、驚異的な宣教の成果であった。最盛期には100人を超えていた日本人伝教者（神品ではないが専従職の伝道担当者）を始めとする日本人教役者が伝道の核を担ってきたと聖ニコライは1910年に述べている。同時代のロシア人司祭からも1880年代のペテルブルク主教区宣教委員会総会で、日本での伝道成果は日本人伝教者達によるものであるとする報告がなされていた。

#### 明治中期以降：対露感情悪化の中で
大津事件にみられるように日本の対露感情は悪化していく中、ロシア正教会から伝道された日本正教会もまた各地で迫害を受けた。
大津事件の際、ニコライ主教は襲撃されたロシア皇太子（のちのニコライ2世）を輔祭河村伊蔵を伴って見舞い、ロシア皇太子の対日感情の緩和に努め、この危機にあたって日本と戦争しないようにくれぐれも父皇帝に伝えるよう願った。ニコライが日本政府内に多くの知己を得ていたことと併せて、このことはロシア人であるにもかかわらず個人としてのニコライは日本政府からおおむね信頼を得る結果となった。
しかしながら日本正教会全体の状況の厳しさは変わらなかった。日本人正教徒達は各地でロシア帝国のスパイであるとの嫌疑をかけられ、住居からの追放や、神父への襲撃、墓石や教会建物の破壊行為が各地で起こった
正教側は、正教はロシア専有の宗教ではなく世界の聖公使徒教会であると主張していたが（これは世界の正教会と共通する見解）、世間からは「露教」と誤解する向きが根強かった。1894年にギリシャ正教会のディオニシオス大主教が来日してニコライ主教と日本人信徒ともに奉神礼を行ったことを、「（ギリシャ正教の大主教とニコライ主教と）わが日本正教会信徒が一堂の内にて同一の信仰を保ち、同一の奉神礼を執行し、一の主なる神を讃美し、わが正教会の信仰と奉神礼とはギリシャ正教会のそれと同一であって、世界到るところの正教会、聖にして公たる使徒伝来の基督教会の一枝であることを如実に証明し得た」と記し、「正教会が蒙っていた冤罪を雪ぐべき好機会」であったと記した長司祭三井道郎の回想記の一節にも、当時の日本正教会が置かれた状況が垣間見える。

#### 日露戦争からニコライの晩年まで
1904年に日露戦争開戦。この時ニコライは日本人信徒達から懇請を受け、在日ロシア人達による共に帰国することの勧めを断って日本にとどまり、苦難の下にあった日本人正教徒達を激励し続けた。ニコライは内面では、度重なるロシア軍の惨敗の知らせと停滞する祖国：ロシア帝国の姿に、自らの日記において苦悩を吐露し、ニコライ堂の奉神礼からも主教祈祷から退いているが、それでもニコライは信徒達には「諸君は皇軍のために祈れ」と指導し、あくまで日本人の指導者・日本の正教会の主教という姿を貫き通すことになる。
他方、日本正教会はロシア人捕虜のケアを行い、「日本人のための日本正教会」が「日本人のためだけの日本正教会」ではないことを行動で示した。
だがニコライが個人的な信頼を日本政府内で得ていようと、そして日本正教会が日本政府と協力してロシア人捕虜のケアを行おうと、反露的な機運は日本正教会にも向けられていった。日比谷焼打事件の際には東京復活大聖堂とその関連施設も暴徒に襲撃されるところであり、あわや火をかけられるところであった。この時は戒厳令の下に出動した近衛兵の護衛により教会の各施設も難を逃れた。
こうした逆境にもかかわらず、1911年、ニコライが大主教に昇叙された年には、日本正教会の教勢は教会数265箇所、信徒数31,984名、神品数41名、聖歌隊指揮者15名、伝教者121名に達した。これは当時の日本にあってカトリック教会に次ぐ規模であった。
明治最後の年、1912年に大主教ニコライは永眠、76歳であった。この時、明治天皇から恩賜の花輪が与えられた。外国人宣教師の葬儀に際して時の天皇から花輪が与えられるのは異例のことであった。

### 大正・昭和時代

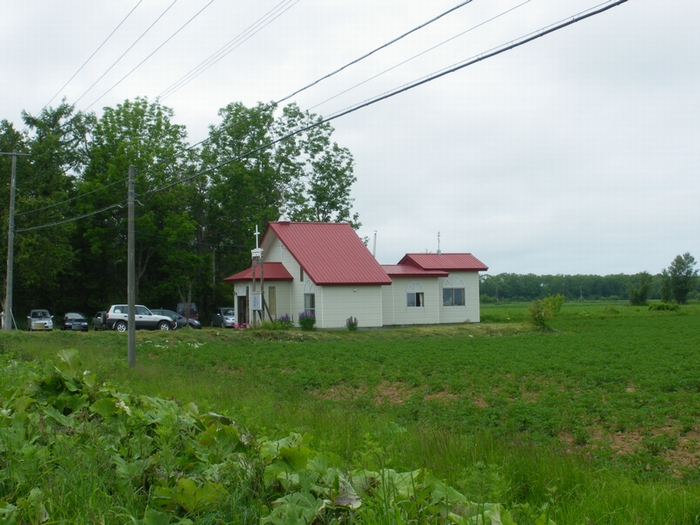
斜里ハリストス正教会の現在の会堂である生神女福音会堂の遠景。1912年（大正元年）に始まる、日本正教会最北の教会（北海道斜里郡斜里町）である。現会堂は1979年に建てられた。

昭和時代は世界大戦との関連で日本の諸教会が苦難を経験しており、日本正教会もその例外ではなかった。しかし、日露戦争に代表される日露関係の悪化と、日本における対露感情の悪化、および無神論を標榜するロシア革命の勃発、そして母教会であるロシア正教会に大規模な弾圧を加えるソ連の成立は、他教派より相対的に長い20世紀後半までの苦難という結果を日本正教会にもたらした。
ロシア革命による混乱は日本正教会にとどまらず、ロシア正教会の影響下にあった世界中の正教会に及び、その残滓は今も世界中の正教会の相互関係における課題を残している。このような苦難の時代を経つつも、日本における正教信仰は途絶えることはなかった。

#### ロシア革命という激震のあおり
無神論を標榜するボリシェヴィキによって1917年にロシア革命が勃発しソ連が成立すると、1905年9月5日に締結されたポーツマス条約以降、数次にわたって更新されてきた日露協約にみられる極めて短い日露協商の時代は終わりを告げた。これ以降、1991年のソビエト連邦の崩壊に至るまで、日本正教会は「反露感情」のみならず「反共感情」にもさらされていくことになる。正教会は実際には共産主義国家から大弾圧を受けている被害者であり、共産主義者はこぞって正教会の「後進性」を批判しており正教会に一切の好意を持っていなかったにもかかわらず、日本正教会及びその関係者は「親露＝容共」というあらぬ嫌疑をかけられてしまうこととなった。この困難な時期に最初に直面したのは大主教ニコライの後継者であったセルギイ・チホミーロフ主教（のち府主教）であった。

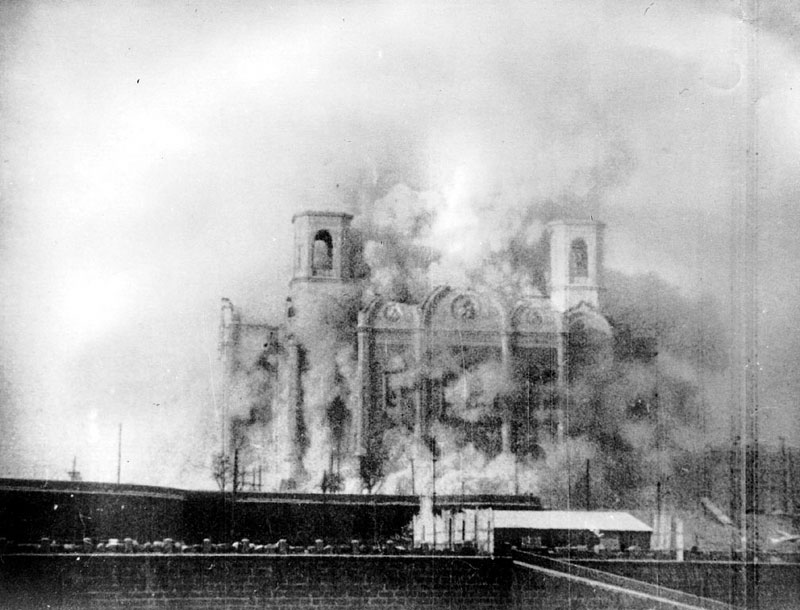
爆破され崩れゆく救世主ハリストス大聖堂

ロシア正教会はソ連では大規模な弾圧を受けており、ソロヴェツキー諸島の修道院群はレーニンの命令で強制収容所に転用され、救世主ハリストス大聖堂は1931年にスターリンの命令でダイナマイト爆破された。日本正教会の初代京都主教を務めたペルミの聖アンドロニクは、生き埋めにされた上で銃殺されるという特異な致命を遂げたことで知られている。1921年から1923年にかけてだけで、主教28人、妻帯司祭2691人、修道士1962人、修道女3447人、その他信徒多数が処刑されたが、1918年から1930年にかけてみれば、およそ4万2千人の聖職者が殺され、1930年代にも3万から3万5千の司祭が銃殺もしくは投獄された。1937年と1938年には52人の主教のうち40人が銃殺された。
これほどの弾圧がロシア正教会に加えられつつも日本における「ロシア＝ソ連」という通俗的観念はぬぐいがたいものがあり、共産主義政権による被害者である正教会が通俗的には共産主義者の仲間と見なされてしまうという、極めて理不尽な情況が生まれた。
またロシア革命以降、ロシア正教会は共産主義政権との対峙・交渉、及び自教会の維持のみで精一杯となり、他国の正教会を支援する余裕を失い、欧米をはじめとした各地の教会組織に混乱が起こった。他国に起こったこうした事情は日本とても例外ではなく、母教会であるロシア正教会からの日本正教会への財政的支援も消滅した。この時点での日本正教会はいまだ財政的にすぐに自立できる状態にはなく、給与を支払うことができなくなった多くの伝教者を解雇せざるを得なくなり、教勢は衰えた。一例として、アレクセイ河野次郎が熱心に支援し、その息子ペトル河野通勢が長野在住時代に通っていた長野ハリストス正教会復活会堂が1921年に閉鎖されたことが挙げられる。
なお、ロシア革命から日本に逃れてきた多くの白系ロシア人が日本正教会での信仰生活に加わり、教会によっては2009年現在に至るまで、一定の在日ロシア人系コミュニティを教会内に形成している。特に東京のニコライ堂と、神戸ハリストス正教会にその傾向が顕著である。

#### 関東大震災とニコライ堂の再建
日露戦争およびロシア革命の余震がまだ大きく続く中、日本正教会は1923年、関東大震災でニコライ堂が崩落し首都内のいくつかの聖堂も失うという極めて大きな打撃を被った。関東大震災で散逸もしくは焼失したとみられる史料も多く（大震災前のニコライ堂の、コンドルによる修正前のミハイル・シチュールポフによる原設計図など）、その損失は計り知れない。なお、大震災の惨状についてはペトル河野通勢による、ニコライ堂も含めたスケッチ・銅版画が残されている。
これほどの打撃にもかかわらず、セルギイ・チホミーロフ大主教（役職当時）はよく日本正教会を支え、1929年、ニコライ堂を再建した。再建にはセルギイ大主教の全国行脚の甲斐もあってか千島から台湾に至るまでの信者達からの多額の献金があり、これ以降、日本正教会が財政的に自立していく契機の一つとなった。この時、海外の正教会からもニコライ堂の再建に対して多額の献金があったこと、国内においては信徒達以外からもニコライ堂の文化的価値に共鳴した異教徒たちからの少なくない献金があったことが、セルギイ・チホミーロフにより言及されている。

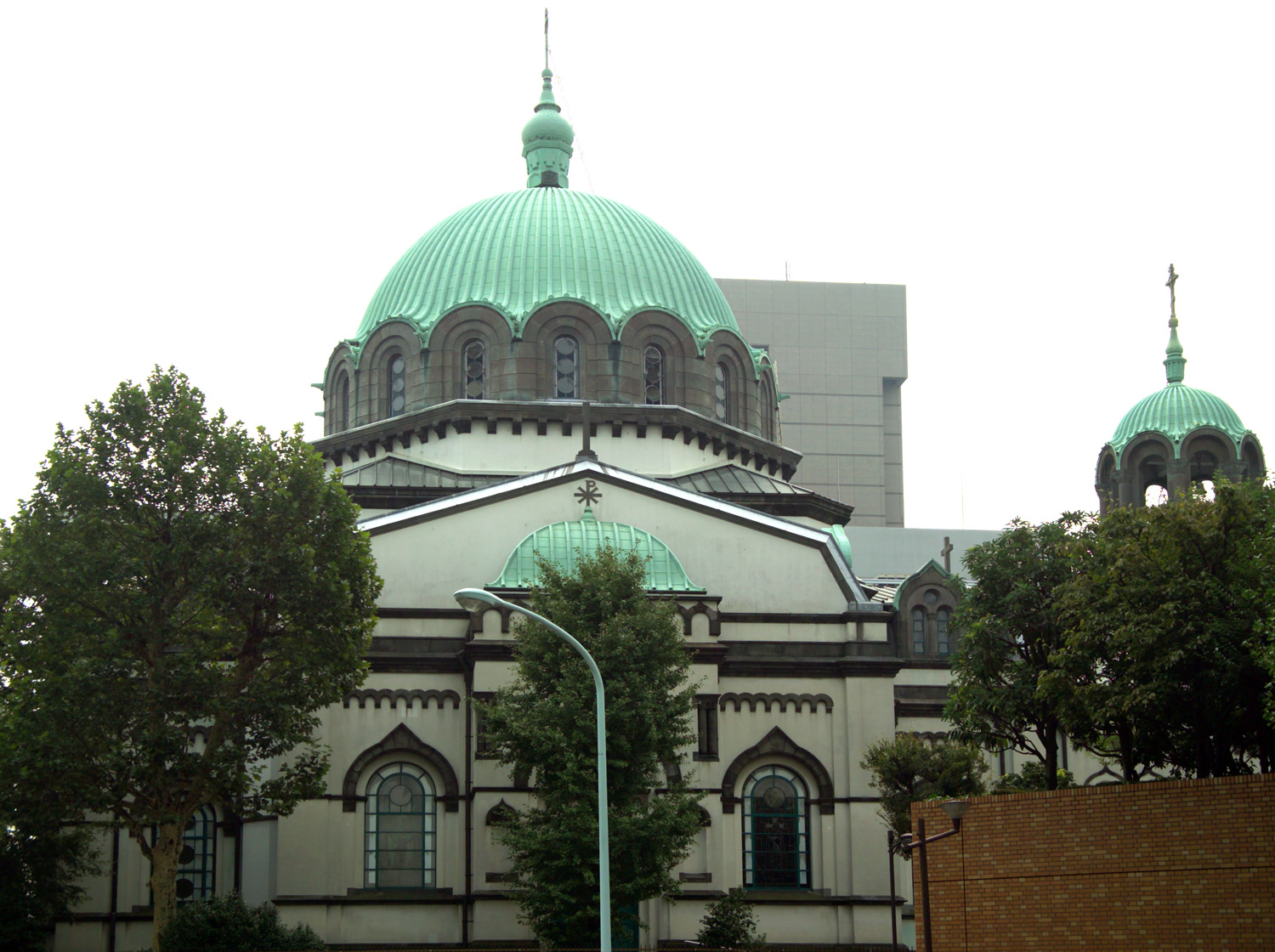
現在に至る、再建されたニコライ堂の姿。崩落したドームは形状を変えて復興され、大震災時に高かった鐘楼が倒壊してドームを破壊したことを鑑み、鐘楼は低く抑えられている。また、大震災時に火災が発生したことを反省し、元々少なかった木造部分もほとんど石造に変更された。

大聖堂の成聖式には全国から信者や関係者が集まり、3千人以上が集まったと伝えられている。参加した教役者の数は、大主教セルギイとハルビンの主教ネストルを含み総勢39名であったと記録されている。震災後の東京復興委員会代表となった中川望（元大阪府知事）も式典に参加していたが、彼は正教徒であった。
また聖公会の主教ジョン・マキム博士も祭服着用の上で参加した。
ロシア革命以降停滞を余儀なくされていた日本正教会に対し、神学教育等の面で協力していたのは日本聖公会であった。20世紀前半、日本正教会と日本聖公会の間には比較的友好的な協力関係があった。「両教会とも、ローマ教皇の教皇首位権に否定的でありつつ、ある程度伝統的な教会である」「ロマノフ朝とハノーヴァー朝の縁戚関係」等の要因により、世界的に正教会と聖公会の合同への機運が高まっていたことも背景にあった。戦後すぐの時期まで両教会の友好的関係は続いていく。しかしながら20世紀後半には世界的な両教会の合同の気運も消滅し、日本にあっても両教会の協力関係はその後継続せず、2019年現在では両教会の関係は特に深いものではない（ただし対抗・敵対でもない）。

#### 母教会との関係と戦時下の邦人主管者問題
1931年、大主教セルギイは府主教に昇叙された。だがこのころから、日本正教会にはある動揺が広がりつつあった。共産主義政権の下で弾圧されその影響下にあるロシア正教会の意思・決定の正当性およびその真贋に疑義を持つ人々は少なくない中、モスクワ総主教庁との連絡を断たない府主教セルギイに対する疑問の声が上がりつつあった。
ソ連当局の監視下にあるモスクワ総主教庁との関係を巡り、見解の差異が教会内に生じて動揺が起こるといった現象は、西欧・米国をはじめとして全世界的に各地正教会にほぼ例外なくみられたが、日本正教会もその例外ではなく教会に亀裂が生じた。
問題が複雑になったのには国内の事情だけではなく、在外ロシア正教会というソ連からの亡命ロシア人が中心になって結成した小さくない教会組織が1922年9月13日にセルビアのスレムスキ・カルロヴツィ(Sremski Karlovci: Сремски Карловци) を中心に設立され、モスクワとの対決姿勢を鮮明にしていたことにも起因していた。

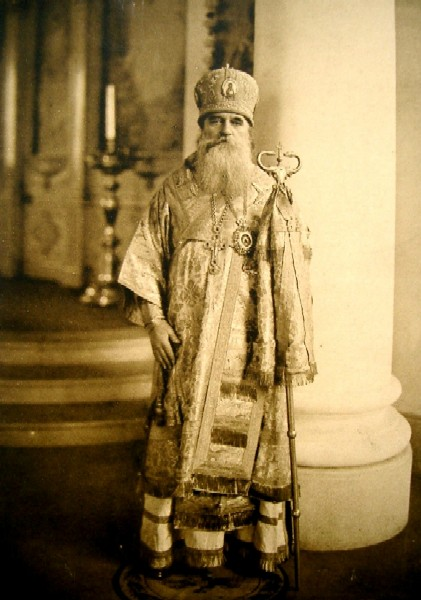
セルギイ府主教。祭服を完装した姿でニコライ堂内で撮影されていることから、セルギイが日本の主教位から退く前、1940年9月より前の写真と推定される。

セルギイ・チホミーロフ府主教は1929年の時点では母国ロシアでの共産主義革命に深い嫌悪感を隠さず、各種著述でも痛烈な言辞で全否定しているが、同時に在外ロシア正教会の動向に対しても分派的であるとして否定的であった。
また年を経るに従って、府主教セルギイはソ連の下で弾圧されるロシア正教会の状況認識に甘さを見せるようになった。ソ連当局による検閲を経て届くモスクワ総主教庁からの手紙の内容を鵜呑みにし、実際にはソ連の下で激しく弾圧されるロシア正教会が「正常な道を歩んでいる」とまで述べた、弾圧の実情からかけ離れたものとなった府主教セルギイの認識の変化は、1931年にはセルギイの説教などにも表れて巷間に知られるに至った。こうしたセルギイの認識は亡命ロシア人には到底受け入れられるものではなく、亡命ロシア人のみならず反共産主義の気運の高かった日本人信徒の間からも広範な反発が起きるに至った。
このような状況下で、日本政府から日本人主管者を選ぶよう圧力が高まった時、日本正教会は抗すべくもなかった。この時代には日本正教会のみならず国内全ての教会が何らかの抑圧を受けており（日本のキリスト教史#戦前戦中昭和を参照）、この点でも日本正教会は例外ではありえなかった。
1940年（昭和15年）、セルギイ・チホミーロフ府主教は引退を余儀なくされ、後任の人選を巡って紆余曲折を経たのち、ニコライ小野帰一主教が日本正教会に着座した。それでも当局の監視は緩むことなく、高齢のセルギイ・チホミーロフ府主教は1945年に特別高等警察に逮捕され拷問を受け、約1ヶ月拘留された。釈放後ほどなくして、同年8月10日、終戦の数日前に府主教セルギイは永眠した。拷問による衰弱死だったといわれる。74歳であった。11日に遺骸はニコライ堂に安置され、2日後に埋葬式が行われた。牧島省三の憲兵隊との交渉により、軽井沢方面に居住していた在日ロシア人は許可を得て参列することができた。その後、セルギイ府主教の遺骸は、谷中のニコライ・カサートキン大主教の墓の隣に埋葬された。

#### 戦後から1970年まで

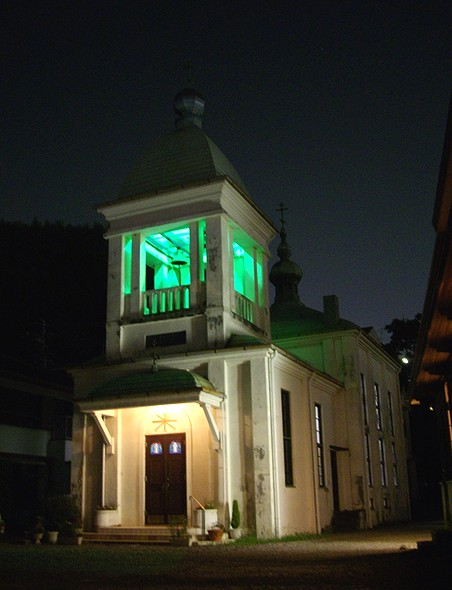
静岡ハリストス正教会の生神女庇護聖堂の夜景。1959年竣工。

戦後すぐ、日本正教会は当局の圧力によって歪められた教会秩序を正常化しようとしたが、容易ではなかった。GHQから、日本正教会はソ連の影響下にあるモスクワ総主教庁ではなく、のちにアメリカ正教会に発展することになる「北米メトロポリア」と関係を持つよう指令されたからである。
1946年4月5日から翌日にかけて日本正教会臨時公会が開催。モスクワ総主教府と絶縁し、アメリカにある独立自治教会への加盟を決定した。
在外ロシア正教会と北米メトロポリアの間の関係も第二次世界大戦前後の時期にこじれており、在外ロシア正教会の下にあった主教に叙聖され主教に着任したニコライ小野主教の立場が微妙なものとなった。また、それまであまり関係を持ってこなかった北米メトロポリアの指導下に入ることについても日本正教会に動揺が起こり、この経緯において、ごく少数ではあったが、北米メトロポリアの指導下に入らず、モスクワ総主教庁の直接の管轄を受けるグループが形成された。
全世界の正教会にとって頭の痛い存在であったソ連邦が存続していた以上、ソ連邦の影響下にあるロシア正教会との関係を巡る諸問題は世界的に全正教会に共通したものであり、上述の通り戦後になっても日本正教会に安寧が訪れることはなかった。
戦後すぐから1970年まで、自らの管轄等の諸問題を巡って日本正教会の動揺は大きく続く。この時代の日本正教会の混乱は極めて大きく全国各地の正教会に及んでおり、様相は二転三転して複雑である。その全貌を公平な立場から俯瞰し記述することは、今なお極めて困難である。この間、日本には北米メトロポリアから主教が派遣されていた。
このような状態にありながらも日本正教会の奉神礼は継続され、新聖堂の建立・新たな聖歌譜の出版などもなされるなど一部では依然として活発な教会活動も継続していたが、日本国内の西方教会が戦後すぐのころから教勢を大きく拡大していく中、かつてカトリック教会に次ぐ教勢を誇った正教会は教勢を拡大する機会を失い、停滞を余儀なくされた。

#### ニコライ列聖・自治教会成立-現在
1970年に至り、モスクワ総主教庁と北米メトロポリア、そして日本正教会との間で合意が取り交わされ、北米メトロポリアはアメリカ正教会として独立教会となり、モスクワと関係を回復した上で日本正教会は自治教会となった。ニコライ・カサートキンは亜使徒として列聖された。この直前（1969年9月）、経緯説明のためにアレクサンドル・シュメーマン神父が来日している。
若干の混乱はいまだ続いていたものの、ここに日本正教会は一応安定した。ウラジミル・ナゴスキーが府主教・東京の大主教に、フェオドシイ永島新二が京都の主教に、セラフィム・シグリストが仙台の主教に就任した。一方、モスクワの直接管轄下にあったグループは「モスクワ総主教庁駐日ポドヴォリエ」に再編成された。
ほどなくしてウラジミル・ナゴスキー府主教が引退すると、フェオドシイ永島新二が府主教に就任。長く日本正教会の指導にあたった。ことにフェオドシイ永島府主教の下で日本正教会は長らく懸案であった財政基盤を安定的なものとすることに一定程度成功し、自治教会に相応しい内実が整えられていった。細々と続いていた出版活動も拡大が図られ、「時課経」「大斎第一週間奉事式略」等の再発行、「主日奉事式」「徹夜祷（聖歌譜）」「諸聖略伝」の発行等が日本正教会内部向けに行われ、外部向けには長司祭高橋保行、高井寿雄、川又一英などにより活発な著述活動が行われた。日本正教会の歴史については長司祭牛丸康夫が教団内の研究・史料整理に大きな役割を果たした。
フェオドシイ府主教の永眠の後、2000年5月、モスクワ総主教アレクシイ2世が来日。モスクワ総主教の訪日は歴史上初めてのものである（逆に言えばロシア正教会は日本正教会の母教会であるにもかかわらず、歴史上一度もモスクワ総主教の来日がそれまでなかったことを意味し、亜使徒ニコライ時代から日本正教会が日本人主体で運営されてきたことがここにも示されている）。
アレクシイ2世は、函館・東京・京都を訪れている。アレクシイ2世は京都では京都正教会のほか、二条城も訪れた。東京では明仁天皇と会談。東京復活大聖堂（ニコライ堂）ではアレクシイ2世司祷のもと、ダニイル主代郁夫の府主教選立式及び首座主教着座式が挙行された。着座式にはアレクシイ2世総主教とダニイル主代府主教のほかに、ロシア正教会の主教2人、アメリカ正教会の主教2人、日本正教会の主教1人（仙台の主教セラフィム辻永）も参加した。
東京の大主教および全日本の府主教ダニイル主代は西日本の主教を兼任している。
現在、ダニイル主代府主教の下で伝道活動の復興が図られている。特にダニイル主代府主教は毎週日曜日に自らの執筆によるトラクトを配布し、数々のブックレットを発行するなどして、正教会の精神性についての啓発に力を入れている。代表的なものに『聖神入門』（2005年、日本ハリストス正教会教団発行）、『聖ディオニシオス・聖マキシム・新神学者シメオン』、『聖師父のこころのあゆみ』がある。
モスクワ総主教庁の直接の管轄下にあって日本正教会と微妙な関係にあったモスクワ総主教庁駐日ポドヴォリエとの関係はソビエト連邦の崩壊後、フェオドシイ永島府主教によってポドヴォリエの聖堂が成聖されるほどにまで関係が改善した。ダニイル主代郁夫府主教に日本正教会の首座主教が代わり、モスクワ総主教庁駐日ポドヴォリエ管轄下にある修道院でダニイル府主教も参加した聖体礼儀が行われ、2008年9月12日には目黒の新聖堂である聖義徳大公アレクサンドル・ネフスキー聖堂の成聖式には、府主教ダニイル主代郁夫も参加した。

#### 1970年以降の他正教会との交流年表
この年表に示したもの以外にも、特に母教会であるロシア正教会を中心に交流が行われている。
- 1974年10月　フェオドシイ永島府主教がロシアを訪問、ピーメン総主教から神学校援助金を受ける。
- 1983年5月　フェオドシイ永島府主教、ギリシャ正教会の主教会議、およびコンスタンティノープルを訪問、コンスタンディヌーポリ全地総主教ディミトリオスと会見。
- 1985年9月　カリストス・ウェア主教来日講演。
- 1990年10月　グルジア正教会のイリア総主教から招待を受け、フェオドシイ永島府主教、グルジアを訪問。
- 1992年5月　フェオドシイ永島府主教、ギリシャとルーマニアを公式訪問。
- 同年10月　フェオドシイ永島府主教、コンスタンディヌーポリ総主教庁とギリシャ正教会を公式訪問。
- 1993年12月　ルーマニア正教会の総主教庁聖歌隊、日本ハリストス正教会を訪問。
- 1995年4月　コンスタンディヌーポリ全地総主教ヴァルソロメオス1世、ニコライ堂を訪問。
- 同年12月　フェオドシイ永島府主教、ルーマニア正教会をテオクティスト総主教からの招待に応え訪問。
- 1996年9月　フェオドシイ永島府主教、キーウ（キエフ）とチェルノブイリを訪問。チェルノブイリ原子力発電所事故被災者児童を見舞う。
- 同年12月　ウクライナ救援募金が行われる。
- 1998年3月　セルビア正教会のニコライ府主教、および香港・東南アジアのニキタス府主教、日本ハリストス正教会を訪問。
- 2000年5月　モスクワ総主教アレクシイ2世来日。ダニイル主代府主教、首座主教として着座。
- 2008年11月　ルーマニア正教会が在日ルーマニア正教徒を対象として「日本支部」を設立、「聖ゲオルゲ小教区」(本拠地：東京。静岡・関東などを管轄)と「主の復活小教区」(本拠地：名古屋。愛知・岐阜・関西などを管轄)を設置。
- 2015年 ルーマニア正教会日本支部の「主の復活小教区」の新任の担当司祭が拠点を美濃加茂市に移動。
- 2020年 ルーマニア正教会日本支部の聖ゲオルゲ教会にて、祭壇の奉献を行い、ルーマニア正教会イオシフ府主教と共にダニイル府主教も奉事を執り行った[40]。

#### 東京復活大聖堂教会の成立

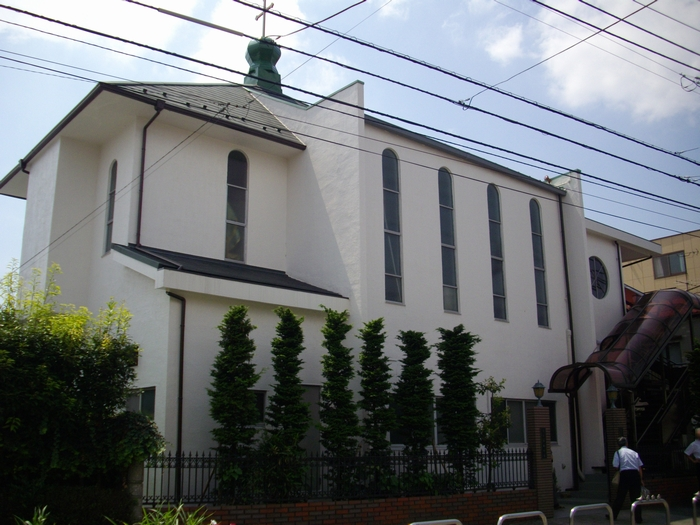
主の降誕聖堂
（荻窪の山手ハリストス正教会）

明治の宣教拡大期から東京にはいくつかの教会が置かれていたが、明治時代から大正時代、昭和初期にかけて、さまざまな教会が設立されたり統廃合が行われたりするなどしていた。これらの各教会は関東大震災や戦災による混乱も伴った紆余曲折を経た後、都内の教会は杉並に現存する山手ハリストス正教会の他は、ニコライ堂：東京復活大聖堂を中心に連合した。ただし本格的な組織的統合は1974年に至ってからであり、この年、都内5つの教会が統合されて「中央教会」が発足した（「ニコライ堂」は大聖堂の通称であり、教会名ではない）。中央教会は1983年には「東京復活大聖堂教会」と名称を変え、現在に至っている。2004年には「東京復活大聖堂教会創立30周年記念式典」が執り行われた。

#### 宣教師ニコライの全日記刊行
亜使徒大主教聖ニコライとして列聖されたニコライ・カサートキンについて、その日記が存在していたことそのものは日本正教会の内部にも知られていたものの、おそらく関東大震災で散逸し失われたものと思われていた。ところが1979年9月、中村健之介により、レニングラード（現サンクトペテルブルク）の中央国立歴史古文書館に保管されていた聖ニコライの日記の全てが発見された。
2007年7月20日、日本語の全訳版が教文館より出版された。この出版にあたっては日本財団から助成もなされた。
全国を行脚していた聖ニコライによる詳細な日記の記述は、日本正教会史に新たな一級史料を提供するのみならず、全国各地を訪れた聖ニコライによって観察された各地の習俗についての貴重な記録となるものでもあると評価されている。

### 関連：設計監督者の系譜
1916年の函館ハリストス正教会の再建の際に設計監督にあたったのは、輔祭（のち司祭）として日本正教会に奉職していたモイセイ河村伊蔵である。河村は豊橋ハリストス正教会の設計監督にも当たった。
モイセイ河村の息子である内井進は建築を本業とし、金成ハリストス正教会と小田原ハリストス正教会の両聖堂、およびニコライ堂のイコノスタスの設計に関わっている。
内井進の息子であるガウリイル内井昭蔵も建築家であり正教のクリスチャンである。皇居：吹上御苑の新御所、世田谷美術館、浦添市美術館などを手がけた。著書『ロシアビザンチン　黄金の環を訪ねて』（丸善）は建築家としての視点と正教徒としての視点の両方から黄金の環・キエフ・サンクトペテルブルクに存在する、主に正教会の聖堂を中心としてロシア建築を概観していくという珍しい書物である。埋葬式はニコライ堂で盛大に行われた。永眠のほぼ直前の時期に、ニコライ堂のイコノスタスに新品のイコンを献納している。

## 世俗的政治問題に対する姿勢
近年、日本のキリスト教諸教団が「天皇制」「靖国神社問題」「戦後補償」や「憲法問題」など政治運動に熱心に取り組んでいるなか、信徒個人としては大井憲太郎、昇曙夢など政治に携わった者がいたものの、日本ハリストス正教会は他の諸教団とは一線を画して、正教会という団体としては政治運動と一切関わりを持っていない。これについては「政治的中立性を保っている」という評価から、「体制従属的である」という批判までさまざまである。
因みに「体制従属的である」という批判の声が挙がる一因として、天皇と為政者のための祈りがあるが、この祈りは新約聖書の中のテモテへの手紙一第2章の「願いと祈りと執り成しと感謝をすべての人々のためにささげなさい。王たちやすべての高官のためにもささげなさい」という記述に基づくものとされる。
諸外国の正教会では君主や為政者への祈りを捧げることは珍しくない。イギリスの正教会では女王のために祈りを捧げ、またアメリカ合衆国では大統領と全軍のために祈りを捧げることで、君主や為政者、国軍が暴走をせず国民の平和と安寧秩序のためになるようにとの願いを常に込めているとされる。日本ハリストス正教会による天皇と為政者への祈りも同様の意義をもつ。また、現日本国憲法下において天皇の地位が日本国民の統合の象徴であることから、天皇への祈りは即ち日本国民全体への聖なる祈りであるとの意味合いも込められているとされる。ローマ帝国時代からオスマン帝国、ソビエト連邦において迫害を受けていた時期にも、「敵を愛し、迫害する者のために祈れ」（マタイによる福音書5:44）の実践として異教徒である為政者のための祈りを正教会は行ってきたのであり、この観点から「敵のための祈り」の実践であるとの見解もある。
なお、モスクワ総主教庁が管轄している、ロシア人・ウクライナ人などの信徒が大多数である、本駒込のロシア正教会モスクワ総主教庁駐日ポドヴォリエでも、連祷などでロシアの国のための祈りのみならず、日本の天皇のための祈りが行われている。「その国の象徴・元首のために祈る」のは民族主義的な色彩や「体制迎合」では説明できない伝統であることが示されている。
この他に、海外の軍隊（主に東欧、また米軍にも）では正教の従軍司祭も存在する。

## 聖書・祈祷書等にみられる独自の翻訳・用語体系
日本正教会は
- 聖書・祈祷書翻訳の中心人物であった大主教ニコライが、他教派による翻訳の参照に否定的であったこと
- 大主教ニコライが正教会神学を反映した上での精確さや文体の荘重さを重視していたこと
- 固有名詞表記を基本的に教会スラヴ語・ロシア語表記に則ったこと
- 漢学者（懐徳堂のパウェル中井天生（木菟麻呂））が翻訳に協力していたこと

等を反映し、独特の翻訳・用語体系を作り上げるに至った。聖書翻訳のみならず、祈祷書翻訳についても同様の体系が作り上げられている。

## 信者の亡骸の扱い
日本正教会においては、当然ながら日本の法規制を受ける。そのひとつが、死んだ信者の亡骸の扱いである。
本来キリスト教においては、信者の亡骸は将来の復活に備え土葬とすることが基本とされ、ロシア正教ではそのことがより厳密に求められている。しかし、日本は国土が狭く、なおかつ気候条件から亡骸が腐乱しやすいため、自治体によっては、条例により、亡骸は焼いて骨だけにしなければならないと規定している。このため、日本正教会では、火葬もやむなしとしており、火葬する場合であっても葬儀を「埋葬式」として扱っている。
近年では、2009年に癌で死去した歌手の川村カオリが、この事例に該当（モスクワで生まれ母親がロシア人であったため幼くして洗礼を受けていた）。

## ルーマニアおよびウクライナの正教会の日本支部
- 2008年11月、ルーマニア正教会が「日本支部」を設立、日本に二つの教区を設置した。この設置は日本正教会といかなる連絡もとらずに行われたため、紛争となっている[45]。

- ウクライナ正教会（キエフ総主教庁）は「在日教会」として「聖ユダミッション」を設置し、活動。2015年10月、ウクライナ正教会として初めて日本人聖職者を叙聖した[46]。

詳細については、日本の正教会を参照。

## 分類
- 正教会（ギリシャ正教、東方正教会） — 正教会の洗礼・聖体機密（聖体礼儀）を含む機密（秘蹟）は全ての正教会で有効。「ルーマニア正教会」「ロシア正教会」は組織名であり、一組織を信仰するかのような「ロシア正教を信仰する」「グルジア正教を信仰する」といった表現は誤りである。
  - 独立正教会（一部からの承認のみのものを含む）
    - アメリカ正教会
    - アルバニア正教会
    - アレクサンドリア教会（アレクサンドリア総主教庁）
    - アンティオキア教会（アンティオキア総主教庁）
    - ウクライナ正教会 (2018年設立)
    - エルサレム教会（エルサレム総主教庁）
    - キプロス正教会
    - ギリシャ正教会
    - グルジア正教会
    - コンスタンティヌーポリ教会（コンスタンティヌーポリ全地総主教庁）
    - セルビア正教会
    - チェコスロバキア正教会
    - ブルガリア正教会
    - ポーランド正教会
    - マケドニア正教会　一部のみその地位を承認。
    - ルーマニア正教会
    - ロシア正教会

  - 自治正教会（一部の承認のものも含む）
    - エストニア使徒正教会 — 一部のみその地位を承認。承認していない教会からは一教区扱い。
    - シナイ正教会
    - 正統オフリド大主教区 — 一部のみその地位を承認。承認していない教会からは一教区扱い。
    - 中国正教会 — 一部のみその地位を承認。承認していない教会からは一教区扱い。
    - 日本ハリストス正教会 — 一部のみその地位を承認。承認していない教会からは一教区扱い。
    - フィンランド正教会

  - 自主管理教会
    - アンティオキア正教会北米大主教区
    - ウクライナ正教会 (モスクワ総主教庁系)
    - エストニア正教会 — ロシア正教会の自主管理教会。
    - 在外ロシア正教会
    - モルドバ正教会
    - ラトビア正教会
    - 他